# Friedhof Beechwood
Der Friedhof Beechwood (englisch Beechwood Cemetery, französisch Cimetière de Beechwood) in der kanadischen Hauptstadt Ottawa gilt als Nationalfriedhof Kanadas. Die Anlage ist seit 2000 als nationale historische Stätte klassifiziert.

## Lage und Beschreibung
Der Friedhof liegt im hügeligen Gelände neben dem Richelieu-Park im Süden des Ortsteils Rockcliffe (Bezirk Rideau-Rockcliffe), nördlich von Vanier. Er ist in verschiedene Bereiche z. B. den Militärfriedhof mit streng, in Reihen angeordneten Gräbern und dem den Chinesischen Friedhof unterteilt.

## Geschichte
Der Friedhof wurde 1873 angelegt. Seit 1944 wird er unter anderem als militärischer Nationalfriedhof der Streitkräfte Kanadas verwendet.

## Persönlichkeiten
Zahlreiche Persönlichkeiten der Geschichte Kanadas und insbesondere Ottawas liegen hier begraben, z. B.:
- Thomas McKay (einer der Stadtväter Ottawas)
- Robert Borden (8. Premierminister Kanadas)
- Tommy Douglas (langjähriger Premierminister von Saskatchewan und Gründungsvorsitzender der Neuen Demokratischen Partei)
- Thomas Fuller (Architekt des Parlamentsgebäudes)
- Eddie Gerard (eines der ersten Mitglieder der Hockey Hall of Fame)
- Ray Hnatyshyn (Politiker)
- John Duncan MacLean (Politiker)
- William Johnstone Ritchie (Richter)
- Archibald Lampman (Lyriker)
- Andrew George Blair (Politiker)
- William McDougall (Politiker)
- Hod Stuart (Eishockeyspieler)
- Sandford Fleming (Erfinder)
- William Wilfred Campbell (Schriftsteller)
- Cecil Spring-Rice (Britischer Diplomat)
- Arthur Sifton (Politiker)
- Henry Crerar (Weltkriegsgeneral)
- Duncan Campbell Scott (Schriftsteller)
- Charles Stewart (Politiker)
- Clint Benedict (Eishockeytorwart)
- Punch Broadbent (Eishockeyspieler)